# Y Dydd Olaf (album)
Albums de Gwenno
Le Kov
(2018)
Y Dydd Olaf est le premier album solo de la chanteuse galloise Gwenno. Il est sorti le 27 octobre 2014 sur le label indépendant Peski Records avant d'être réédité l'année suivante par Heavenly Recordings.
Il se compose de dix chansons, dont neuf en gallois et une, Amser, en cornique. Son titre renvoie à Y Dydd Olaf (cy) (littéralement « le dernier jour »), un roman de science-fiction de l'écrivain gallois Owain Owain paru en 1976.
L'album remporte en 2015 le Welsh Music Prize et le prix du meilleur album de langue galloise décerné par l'Eisteddfod Genedlaethol.

## Chansons
Toutes les chansons sont écrites et composées par Gwenno.
| No  | Titre                     | Durée |
| --- | ------------------------- | ----- |
| 1.  | Chwyldro                  | 5:18  |
| 2.  | Patriarchaeth             | 3:29  |
| 3.  | Calon Peiriant            | 5:08  |
| 4.  | Sisial y Môr              | 5:41  |
| 5.  | Dawns y Blaned Dirion     | 1:30  |
| 6.  | Golau Arall               | 3:31  |
| 7.  | Stwff                     | 4:59  |
| 8.  | Y Dydd Olaf               | 4:15  |
| 9.  | Fratolish Hiang Perpeshki | 4:37  |
| 10. | Amser                     | 4:44  |